# シネマBAR
『シネマBAR』（シネマバー）は、2005年4月5日から中京テレビで放送されている映画情報番組。同年3月29日までは『シネまにぁ』というタイトルで放送されていた。

## 概要
お酒の代わりに、上質な映画を提供するバー「シネマBAR」へ来店してくる常連客「たくみ」に、公開日が近い、あるいは公開から間もない映画をマスター「まなぶ」とアルバイトの阿部が紹介する深夜のミニ番組である。番組は映画の紹介VTRのほか、監督や出演者など作品制作に携わった人物へのインタビューVTRも放送する。また、視聴者プレゼントコーナーもあるが、こちらは全ての回で行っているわけではない。

## 放送時間
いずれも日本標準時、基本時間のみを掲載。
2008年3月までは火曜深夜に放送されていたが、同年4月に一旦木曜深夜へ移動。そして、同年10月からは水曜深夜に放送されている。また、当初は5分番組だったが、後に放送枠が8分に拡大。2008年4月からは10分番組として放送されている。2019年4月からは日曜深夜に放送されている。
- 木曜（水曜深夜） 1:49 - 1:59 （2008年10月9日 - 2009年3月26日） - 『ウキ→ビジュ』の関連ミニ番組『ウキ→デジ』が放送される日には5分遅れで放送。
- 木曜（水曜深夜） 1:29 - 1:39 （2009年4月2日 - 2009年12月24日）
- 木曜（水曜深夜） 1:54 - 2:04 （2010年1月7日 - 2010年4月1日）
- 木曜（水曜深夜） 1:59 - 2:09 （2010年4月8日 - 2012年3月29日） - 『ana-ana girl's』の30分延長版『ana-ana girl's more』が放送される日には30分遅れで放送。
- 木曜（水曜深夜） 1:53 - 2:03 （2012年4月5日 - 2012年9月27日）
- 木曜（水曜深夜） 1:23 - 2:33 （2012年10月4日 - 2012年12月27日）
- 木曜（水曜深夜） 1:29 - 1:39 （2013年1月10日 - 2019年3月28日）
- 月曜（日曜深夜） 1:58 - 2:08（2019年4月8日 - 2021年4月12日、2022年4月4日 - 2023年10月9日、現在 - ）
- 月曜（日曜深夜） 1:55 - 2:05（2021年4月19日 - 2022年3月28日）
- 月曜（日曜深夜） 2:08 - 2:18（2023年10月23日 - 2023年10月30日）

## 出演者
- 特記の無い人物は、出演時点で中京テレビアナウンサー。

### 現在

#### マスター
- 竹内まなぶ（カミナリ）

#### 常連さん
- 石田たくみ（カミナリ）

カミナリは2021年4月19日放送回から出演。2022年10月24日・31日放送回はお休み。2024年2月12日・19日、2025年4月7日・14日放送回は石田のみお休み。

#### アルバイト
- 阿部芳美 - 2024年10月21日放送回から担当。2025年5月19日・26日放送回はお休み。

### 過去

#### MC
- 山口千景（タレント、開始 - 2021年4月12日）

#### アルバイト
- 磯貝初奈 -（2021年4月19日 - 2022年3月21日）
- 平山雅[3] - （2022年3月28日 - 2023年10月18日）2023年6月19日・26日、9月26日・10月2日放送回はお休み。2025年5月19日・26日放送回は、お休みした阿部の代役として出演。
- 赤木由布子 - お休みした平山の代役として2023年6月19日・26日放送回に出演。
- 中川萌香 - （2023年10月23日 - 2024年10月14日）2023年9月26日・10月2日放送回は、お休みした平山の代役「臨時バイト」として出演。

#### マスター代理
- ショーゴ（東京ホテイソン）

#### 常連さん
- たける（東京ホテイソン）

東京ホテイソンは、お休みしたカミナリの代役として2022年10月24日・31日放送回に出演。

#### お客さん
- 栗谷（カカロニ）- お休みした石田の代役として2024年2月12日・19日、2025年4月7日・14日放送回に出演。

#### ナレーター
- 安部まみこ
- 我妻絵美 - 2008年7月から2009年3月まで担当した後、一旦本多と交代。本多の降板後、2011年4月から2012年3月まで再度担当。
- 本多小百合 - 2009年4月から2011年3月まで担当。

## 番組イベント
2012年3月10日（土曜）と同年12月23日（日曜）には、ミッドランドスクエア商業棟地下1階のアトリウムで番組の公開収録が行われた。3月10日に行われた公開収録には、本番組インタビュアーの松岡ひとみと当時ナレーターを務めていた我妻絵美が参加。そして12月23日に行われた公開収録には、本番組MCの山口千景とインタビュアーの松岡が参加した。

## 関連番組
- 喫茶ソルセオ

同じスタジオで収録している（カウンター部分に並んでいる物は喫茶店仕様）。カミナリと阿部が出演しているのも共通。